# Dániel Tőzsér
Dániel Tőzsér (né le 12 mai 1985 à Szolnok) est un footballeur international hongrois.
Il a évolué en tant que milieu de terrain au Debrecen VSC avant de raccrocher définitivement ses crampons en 2020.
Il compte 31 sélections (1 but) en équipe de Hongrie.

## Palmarès
- KRC Genk
  - Championnat de Belgique de football
    - Champion : 2011

  - Coupe de Belgique de football
    - Vainqueur : 2009

  - Supercoupe de Belgique de football
    - Vainqueur : 2011
- Watford
  - Football League Championship (D2)
    - Vice-champion : 2015